# دنيس مكولي
دنيس مكولي (بالإنجليزية: Dennis McCauley)‏ هو لاعب هوكي الجليد أمريكي، ولد في 15 أغسطس 1985 في Billerica, Massachusetts ‏ في الولايات المتحدة.

## وصلات خارجية
- دنيس مكولي على موقع دوري الهوكي الوطني (الإنجليزية)
- دنيس مكولي على موقع EliteProspects.com (الإنجليزية)
- دنيس مكولي على موقع HockeyDB.com (الإنجليزية)